# Hulotte
Hulotte（ユロット）は、日本のゲーム製作会社。主にアダルトゲームを製作している。ブランド名の「Hulotte」はフランス語でフクロウ（モリフクロウ）を表す。
HULOTTE ROIの「ROI」は「ロワ」と読む。

## Hulotte
- With Ribbon（2012年）
- 妹のおかげでモテすぎてヤバい。（2013年）
- 叶とメグリとのその後がイチャらぶすぎてヤバい。（2014年）
- 嫁探しが捗りすぎてヤバい。（2015年）
- 神頼みしすぎて俺の未来がヤバい。（2017年）
- 出会って5分は俺のもの！時間停止と不可避な運命（2018年）
- 俺の姿が、透明に!? 不可視の薬と数奇な運命（2020年）
- 俺の恋天使がポンコツすぎてコワ～い。（2021年）
- 俺の瞳で丸裸！ 不可知な未来と視透かす運命[2]

## HULOTTE ROI
- ココロのカタチとイロとオト（2020年）[3]